# 林智遠
林智遠（1989年—），生於台灣嘉義縣，父親為前民進黨立委林國慶。求學期間曾經參加過野草莓運動，在台灣完成大學學業後，2015年赴中國大陸發展，成為福建平潭縣台商，先後擔任第十屆平潭無給職特邀政協委員、平潭自由貿易區兩岸發展有限公司副總經理等職位。因事業成功，福建省授予該省勞動模範。2019年10月，為協助父親林國慶參選2020年嘉義縣第二選區立法委員而返台，並辭去平潭政協委員職位。2021年，重返福建經營民宿及酒店，參與改造福州東關寨，響應福建省鄉建鄉創工作。

## 歷年事件
- 1989年生於台灣嘉義縣
- 2015年：參加海峽論壇的共同家園論壇，同年6月在平潭澳前臺灣小鎮創辦「阿里山館」，販賣臺灣阿里山地區特色産品，開展雙邊經貿交流。
- 2016年：響應平潭國際旅遊島的建設計畫，在平潭北港村創辦「石頭會唱歌藝術聚落」，並開設民宿、發展當地旅遊業。[1]
- 2017年：擔任中國人民政治協商會議第十屆平潭縣委員會委員，擔任平潭自由貿易區兩岸發展有限公司副總經理，除此之外還擔任福建省臺聯第八屆名譽理事、平潭綜合實驗區工商業聯合會常委和平潭臺協會青年工作會常務副主任。
- 2018年：以其熱心兩岸青年交流及促進台灣青年在陸創業，獲頒福建省勞動模範，為該省第一個台灣籍勞動模範。
- 2019年：因父親林國慶以無黨籍身分出馬競選2020年嘉義縣第2選區立法委員，對外宣稱已經辭去平潭政協委員，並返台為父親助選。[2]
- 2021年：響應福建省鄉建鄉創政策，重返福建經營民宿及酒店，並參與改造福州東關寨舊寨活動。作為福建省政協特邀委員，積極提出建言，推動閩台鄉村融合發展。[3]
- 2022年：呼籲深化閩台鄉建鄉創合作機制，進一步加強傳統村落保護性開發，不斷拓展閩台文旅交流新領域，吸引更多台灣青年到福建投資興業。[4]
- 2023年：於漳州平和縣五寨鄉埔坪村，建構「遷台記憶館」，透過收集家信、資料，以作為霧峰林家和林氏與中國的歷史連結。[5]